# رايخسشتاتهالتر
رايخسشتاتهالتر (بالألمانية: Reichsstatthalter) تُلفظ بالألمانية: [ˈʁaɪçsˌʃtathaltɐ]، الملازم الإمبراطوري) كان لقباً مستخدماً في الإمبراطورية الألمانية وفي ألمانيا النازية في الفترة من 1933 إلى 1945، كان هناك حكام للمناطق الإدارية التي كانت تقابل التقسيم الإداري ما تحت الولايات الألمانية. بصفتهم ممثلي لمقر الرايخ على مستوى الرايخسغاو عُهد إليهم بمهام المراقبة والتدخل والإدارة وكانوا مسؤولين عن توحيد الحياة السياسية، والذي بدأه القانون المؤقت في 31 مارس 1933.

## Statthalter des Reiches(1879–1918)
تم إنشاء مكتب Statthalter des Reiches (المعروف باسم Reichsstatthalter ) في عام 1879 من قبل الإمبراطورية الألمانية لدارة مناطق الألزاس ( Elsaß ) و دوقية لورين ( Lothringen) التي كانت فرنسا قد تنازلت عنها إلى ألمانيا بعد الحرب الفرنسية البروسية. لقد كان شكلًا من أشكال الحاكمية التي تهدف إلى الوجود بينما أصبحت الألزاس-لورين دولة فيدرالية للإمبراطورية. ألغيت عندما تم التخلي عن الألزاس لورين إلى فرنسا بعد أن خسرت ألمانيا الحرب العالمية الأولى. 
| 1 أكتوبر 1879 - 17 يونيو 1885 | إدوين فون مانفوفيل (1809–1885)                      |
| 17 يونيو 1885 - 5 أكتوبر 1885 | مسؤول بالوكالة                                      |
| 5 أكتوبر 1885 - 1894          | كلودفيج زو هوينلوهي- (1819–1901)                    |
| أكتوبر 1894 - 31 أكتوبر 1907  | هيرمان زو هوينلوهي-لانجنبرغ (1832–1913)             |
| 1 نوفمبر 1907 - 1914          | كارل فون فيدل (1842–1919)                           |
| 1 مايو 1914 - 1918            | يوهان فون دالويتز (1855–1919) 1855-1919 (1855–1919) |
| 14 أكتوبر - 21 نوفمبر 1918    | رودولف شواندر (1868–1950)                           |

## ألمانيا النازية

ولايات ألمانيا خلال جمهورية فايمار. انضم فالديك بيرمونت إلى بروسيا في 1928/29 ؛ كانت أراضي سار محمية من عصبة الأمم حتى عام 1935، وكانت دانزيغ دولة مدينة مستقلة عن ألمانيا.

خلال الرايخ الثالث، أنشأ النازيون مكتب الرايخشتاتالتر (حاكم الرايخ أو نائب الرايخ) للحصول على السيطرة المباشرة على جميع الولايات (بخلاف بروسيا) بعد فوزها في الانتخابات العامة لعام 1933. تم إلغاء حكوماتها وبرلماناتها المستقلة على التوالي. تولت حكومة الرايخ السيطرة المباشرة في عملية تسمى Gleichschaltung ("التنسيق"). كانت حكومة بروسيا قد استولت بالفعل على حكومة الرايخ قبل عام في منطقة Preußenschlag برئاسة المستشار فرانز فون بابن.

### الضم

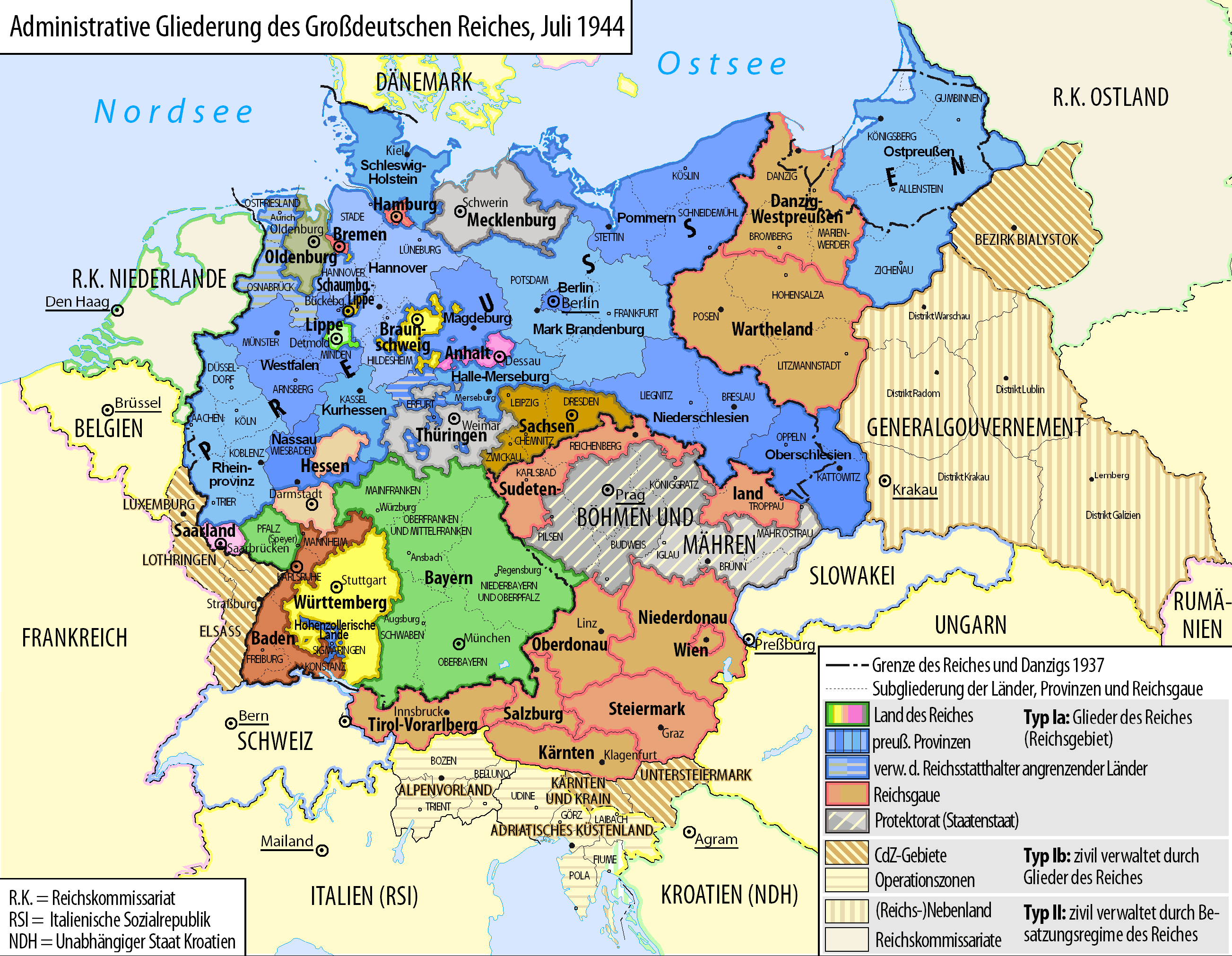
الدول (ألغيت بحكم الأمر الواقع) والمناطق التي ضمتها ألمانيا النازية، 1944.

بعد أنشلس بالنمسا ("الاتحاد") مع ألمانيا، أصبح آخر مستشاري ما قبل أنشلس لها أول رايششتاتالتر لها : 15 مارس 1938 - 30 أبريل 1939 آرثر سيس-كونكارت ( مواليد 1892 - 1946 ؛ NSDAP ؛ وأيضًا فوهرر دير Österreichischen LANDESREGIERUNG)، سواء كان ذلك أكثر من ولايته إلى جانب Reichskommissar FÜR أموت "المفوض الرايخ لإعادة توحيد النمسا مع الرايخ الألماني 'Wiedervereiningung Österreichs معهد ماساتشوستس للتكنولوجيا ماركا Deutschen الرايخ (23 أبريل 1938 - 31 مارس 1940 جوسف بوركيل، ب 1895 - د. 1944 ، NSDAP). حصلت كل أرض تأسيسية (مع بعض الاختلافات في الحدود ؛ تم تقسيم بورغنلاند بعيدًا) على Reichsstatthalter ، وهو آخر حاكم ولاية بشكل عام . 
| حي Statthalter                                      | مقعد      | مايجب في الوضع الراهن                                                      |
| --------------------------------------------------- | --------- | -------------------------------------------------------------------------- |
| بادن                                                | كارلسروه  | روبرت هاينريش فاغنر                                                        |
| بافاريا (بايرن)                                     | ميونيخ    | فرانز ريتر فون إب                                                          |
| برونزويك (براونشفايغ) أنهالت                        | ديساو     | 1933-1935 فيلهلم فريدريش لوبر 1935-1937 فريتز ساكل 1937-1945 رودولف جوردان |
| هامبورغ                                             | هامبورغ   | كارل كوفمان                                                                |
| هيس (هيسن)                                          | دارمشتات  | يعقوب سبرينجر                                                              |
| يبه سكهومبورغ-ليب                                   | ديتمولد   | الفريد ماير                                                                |
| مكلنبورغ شفيرين </br> مكلنبورغ Strelitz </br> لوبيك | شفيرين    | فريدريش هيلدبراندت                                                         |
| أولدنبورغ </br> بريمن                               | أولدنبورغ | 1933-42 كارل روفر </br> 1942-45 بول فيجنر                                  |
| بروسيا (بريوسن)                                     | برلين     | 1933-35 أدولف هتلر </br> 1935-45 هيرمان جورينج (التمثيل)                   |
| ساكسونيا (ساكسن)                                    | درسدن     | مارتن موتشمان                                                              |
| تورينجيا ( تورينغن )                                | فايمار    | فريتز ساوكيل                                                               |
| فورتمبيرغ                                           | شتوتغارت  | فيلهلم المر                                                                |